# Oskar Pawlas
Oskar Pawlas (ur. 18 lipca 1924 w Suchej Średniej, zm. 21 kwietnia 2012) – polski artysta malarz.

## Życiorys
Swoje pejzaże zaczął wystawiać w 1957 roku. W dorobku ma ponad 70 wystaw indywidualnych i 120 zbiorowych. Odznaczony przez Ministra Kultury i Sztuki RP medalem Zasłużony dla Kultury Polskiej (1997), przez prezydenta RP Aleksandra Kwaśniewskiego Krzyżem Kawalerskim Orderu Zasługi Rzeczypospolitej Polskiej (2003), posiada wszystkie odznaczenia Polskiego Związku Kulturalno-Oświatowego w Czechach z wpisem do Złotej Księgi, odznaczenie Osobowość Miasta Hawierzowa oraz nagrodę Konsula Generalnego RP w Ostrawie – Srebrne Spinki.